# Al dente
Al dente (italienisch dente „Zahn“; deutsch „für den Zahn (spürbar)“) ist in der Küchensprache der Ausdruck aus der italienischen Küche für die Zubereitung insbesondere von Teigwaren (Pasta), aber auch Reis und Gemüse, die so gegart sein müssen, dass ihr Kern noch nicht ganz weich ist.

## Küchensprache
„Al dente“ wird oft mit „bissfest“ übersetzt. Damit werden Speisen beschrieben, die zwar gar, aber nicht zu weich, klebrig oder zerkocht sind. „Al dente“ ist eine Form der Konsistenz von Speisen, bei denen das Mundgefühl nur die äußere Schicht als weich empfindet.

## Umgangssprache
Der Begriff wird umgangssprachlich gerne im übertragenen Sinn verwendet, so dass alles Mögliche „al dente“ sein kann im Sinne von knackig, gut gelungen. In diesem Sinne nutzen beispielsweise Buchtitel den Begriff: Mord al dente, Wissenschaft al Dente, Andante al dente, Geldsachen al dente, oder in Englisch Life Al Dente, Death al Dente usw.